# Tryphon exiguus
Tryphon exiguus är en stekelart som beskrevs av Cresson 1865. Tryphon exiguus ingår i släktet Tryphon och familjen brokparasitsteklar. Inga underarter finns listade i Catalogue of Life.